# Wladimir Iwanowitsch Danilow
Wladimir Iwanowitsch Danilow, russisch Владимир Иванович Данилов, (* 10. Oktober 1943 in Ufa) ist ein russischer Mathematiker, der sich mit Algebraischer Geometrie, Kombinatorik und mathematischer Ökonomie befasst.
Danilow ist ein Schüler von Yuri Manin. Er erwarb 1966 seinen Abschluss an der Lomonossow-Universität (Mekh-Mat Fakultät) und wurde dort 1970 promoviert (Kandidatentitel). 1993 wurde er habilitiert (russischer Doktortitel). Er war bis 2004  leitender Wissenschaftler am Labor für mathematische Ökonomie der Russischen Akademie der Wissenschaften in Moskau (CEMI), an dem er seit 1969 ist, und Ko-Leiter des Seminars für mathematische Wirtschaftswissenschaften. 1993 bis 2004 war er Professor an der New Economic School (NES) in Moskau.
Anfangs befasste er sich mit algebraischer Geometrie, später mit Kombinatorik (diskrete Konvexität, Young-Tableaux, Kristalle (Crystals), Closure Operators) und mathematischen Wirtschaftswissenschaften. Er leistete Beiträge zur Spieltheorie und speziell Implementierungstheorie.
2002 erhielt er den Kantorowitsch-Preis der Russischen Akademie der Wissenschaften.

## Schriften
- Cohomology of algebraic varieties.  In: I. R. Shafarevich (Hrsg.): Algebraic Geometry II., Encyclopedia of Mathematical Sciences 35, Springer 1996,  S. 1–125 (zuerst russisch 1989).
- Algebraic varieties and schemes. In: I. R. Shafarevich (Hrsg.): Algebraic Geometry I., Encyclopedia of Mathematical Sciences 23, Springer 1995, S. 167–298.
- The geometry of toric varieties, Uspekhi Mat. Nauk, 33, 1978, S. 85–134 (engl. Übersetzung in Russian Mathematical Surveys, Band 33, 1978, S. 85–134).
- mit Alexander I. Sotskov: Social choice mechanisms. Springer 2002.
- Vorlesungen über Spieltheorie (Russisch), NES, Moskau 2002.
- Vorlesungen über Fixpunkte (Russisch), NES, Moskau 1998.